# Comtat de Diez

El blasó dels comtes de Diez

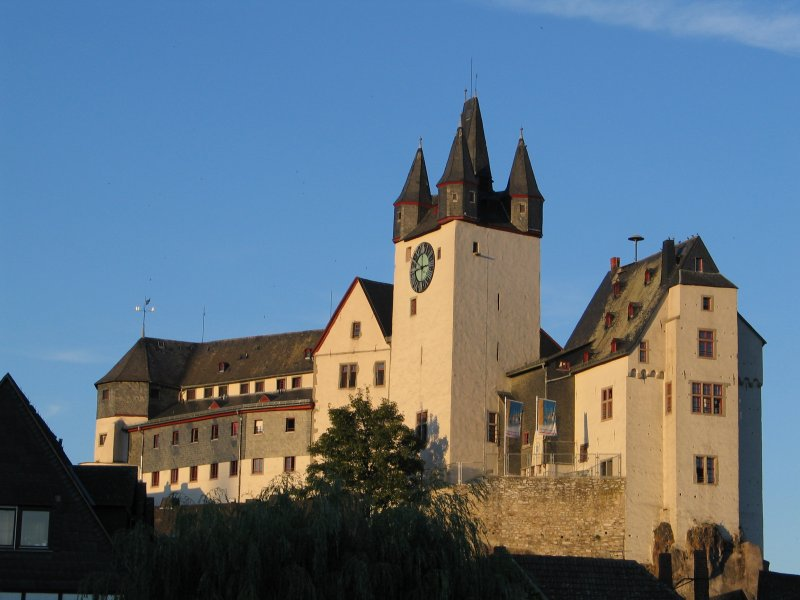
El castell de comtes de Diez

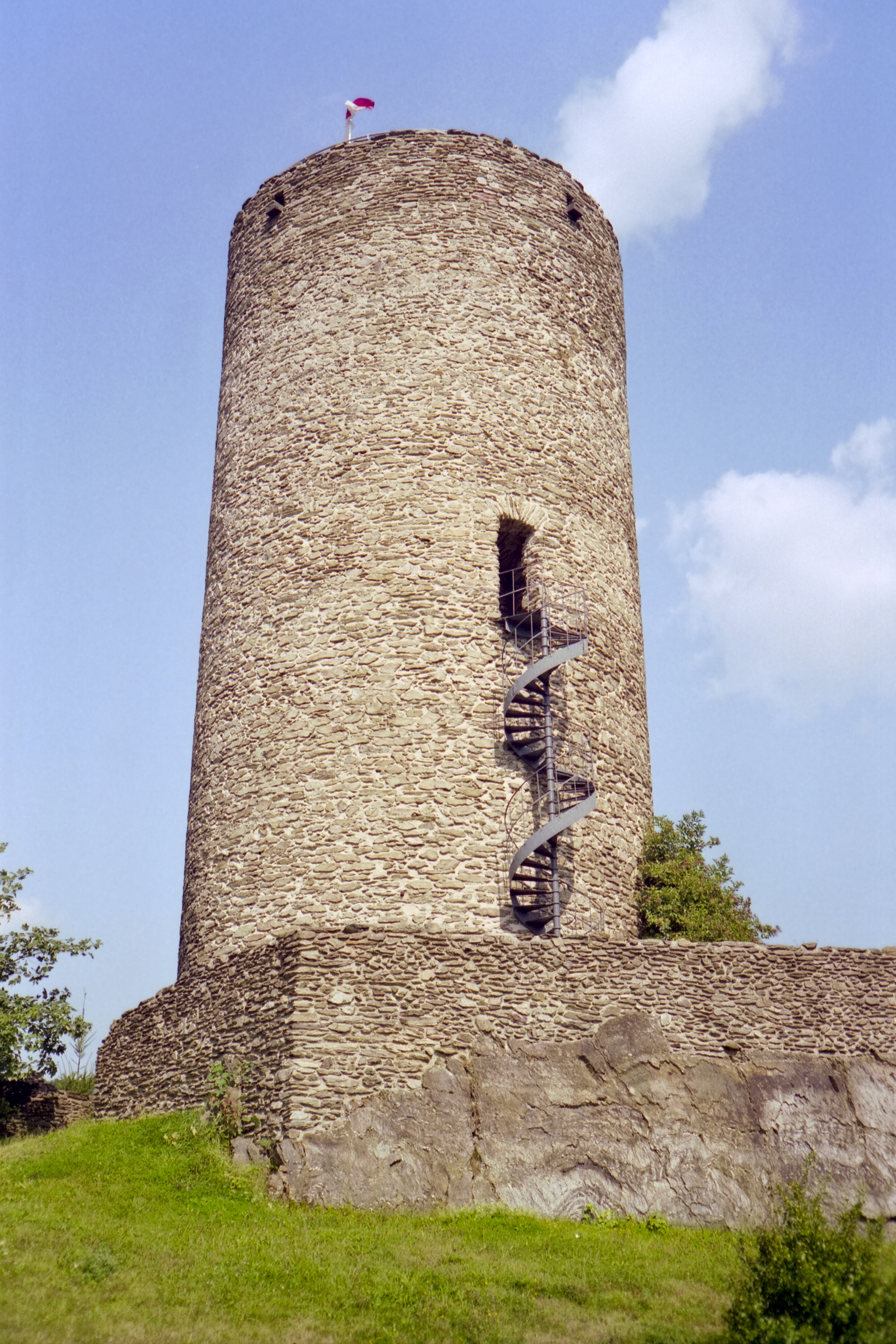
Bergfried del castell Altweilnau

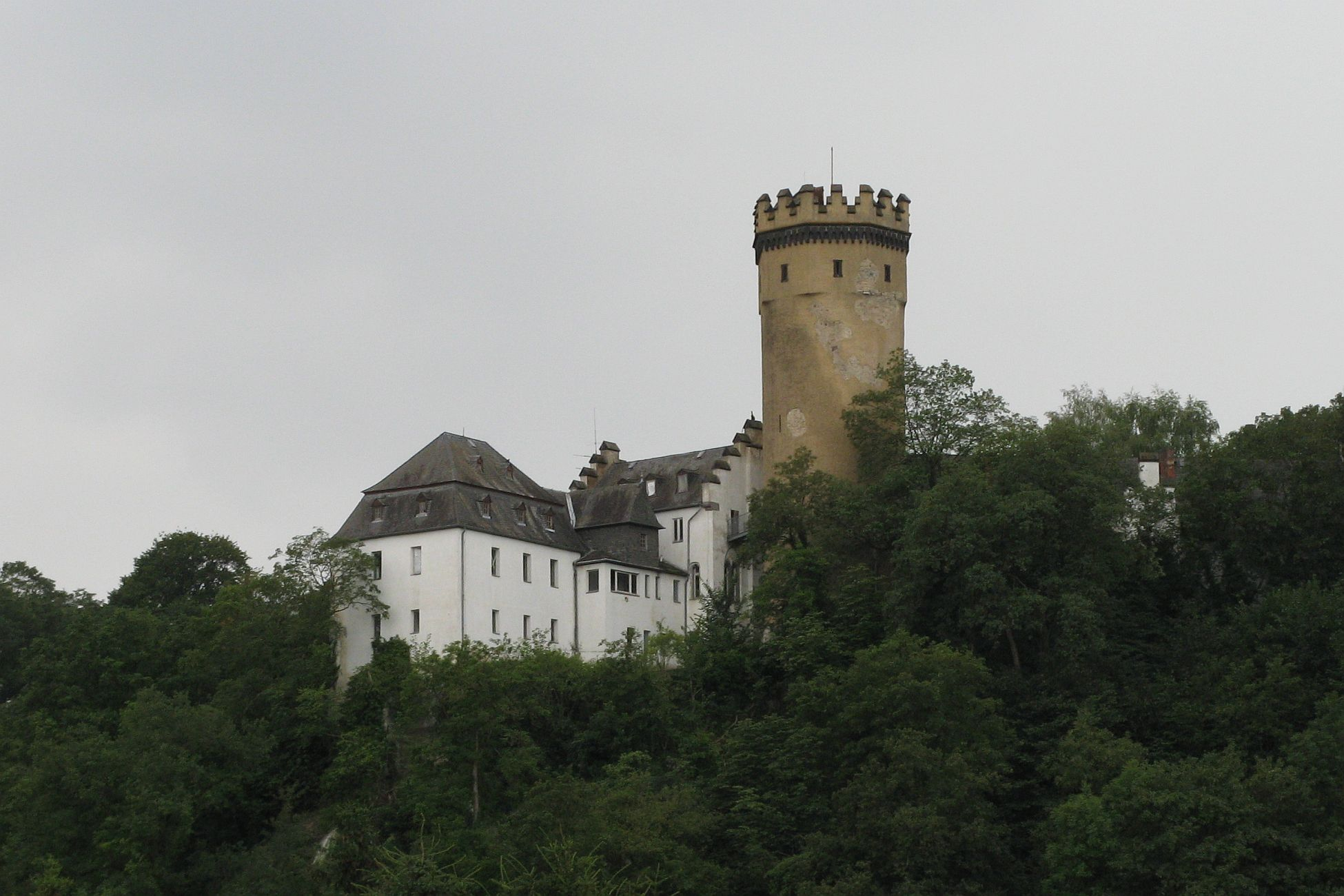
El castell Dehrn edificat al segle XII pels comtes a Diez

El comtat de Diez o comtat de Dietz fou una jurisdicció feudal del Sacre Imperi Romanogermànic al Lahngau mitjà. Modernament s'empra generalment la forma Diez però anteriorment la forma Dietz estava més generalitzada.

## Història
Probablement el comtat va aparèixer com a successor del comtat dels conradians al Niederlahngau després que aquesta família traslladés la seva prioritat de dominació en la segona meitat del segle X de Francònia a Suàbia. Probablement la família de comtes de Diez a la regió del riu Nahe va rebre l'encàrrec d'administrar el territori de la dinastia Sàlica amb títol comtal, i es va fer aviat hereditari. El centre del comtat era el Castell dels Comtes de Diez (Grafenschloss Diez). El seu territori s'estenia al llarg de la vall del Lahn fins a sota Weilburg, al nord fins a Westerwald i a l'est al Goldenen Grund.
Per primer cop són esmentats documentalment els comtes per Diez l'any 1073, amb un comte Embricó i el seu germà (de Didesse), amb béns al Badenheim i a St. Victorstift a Mainz-Weisenau. Un comte Embricó està testimoniat des de 1048 al Lahngau. El seu germà era probablement el Godebold esmentat el 1053 al Niederlahngau. Parent proper d'Embricó era probablement el bisbe Embricó d'Augsburg (1063-1077)
Amb els Hohenstaufen, sobretot sota Frederic Barba-roja, els comtes de Diez arribaren al vèrtex del seu poder. Probablement del seu matrimoni amb una filla de nom desconegut dels comtes de Nüring, Enric II de Diez (1145-1189) que rebre una important herència, amb propietats considerables a Wetterau. Va acompanyar a Barba-roja a Itàlia i va participar en diverses negociacions diplomàtiques, igual el seu fill Enric III. El 1207 Enric III i el seu germà Gerard II van rebre el protectorat sobre el castell de Magúncia de mans del rei Felip de Suàbia i rebien com a bé imperial l'Usingen i el patronat de l'església local. Gerard II fou membre també del consell de regència i del cercle d'educadors d'Enric VII.
Enric III i Gerard II van fundar abans de 1255 Stifts al territori dels comtat de Diez. La fundació de Stifts era ja el 1289 propietat del comte Gerard IV i estava incorporada a la col·legiata de Diez. El comtat fou anomenat "Comtat d'Or" i s'estructurava en els següents districtes (Zentgerichte): Altendiez, Flacht, Hanstätten, Lindenholzhausen, Dauborn, Niederhadamar (Dehrner Zent), Hundsangen, Nentershausen, Meud, Salz, Rotzenhahn, Hoen-Rennerod, Vilmar, Schuppach, Panrod, Kirberg & Camberg, Lahr, Elsoff, Blessenberg (Frickhofen) i Niederzeuzheim.
La decadència dels comtes de Diez va començar cap a final del segle XIII. Amb el final dels Hohenstaufen a més, la família havia perdut la influència política a l'imperi. Per això van venir problemes econòmics i la venda successiva de parts del territori. El 1189 es va formar la líniea de Birstein al Vogelsberg i el 1234 la línia de Weilnau. Birstein estava destinada a quedar extingida amb Albert que no tenia successió, però l'herència corresponia a Weilnau i el comtat es va repartir definitivament entre dues línies: Weilnauer que tenia la seu a Altweilnau i a partir de 1302 a Neuweilnau que a la mort d'Albert (1322) vas traslladar la seu a Birstein (1326). Weilnau va existir fins a 1438.
La línia principal o Diezer, debilitada per la divisió de 1302, perdia en els anys següents de possessions i drets, sobretot per empenyoraments als veïns poderosos com el comtat de Nassau i l'arquebisbat de Trèveris així com el comtat de Katzenelnbogen i el comtat d'Eppstein. El comte Godofreu de Diez (1303-1348) fou considerat incapaç per governar de manera que Emich de Nassau-Hadamar va agafar la custòdia de 1317 a 1332. A partir de 1332 va governar Gerard VI en nom del seu pare però va morir el 17 d'octubre de 1343 en un combat contra la ciutat de Limburg.
El 1388 moria l'últim comte de Diez, Gerard VII. El domini que li quedada requeia en el seu gendre, comte Adolf de Nassau-Dillenburg, casat amb la seva filla Jutta. En aquest moment gran part del comtat estava empenyorat. Adolf de Nassau-Dillenburg va morir el 1420 igualment sense descendents masculins directes. La casa Nassau només va poder mantenir la meitat de la propietat del comtat. L'altra meitat queia passava a Adolf d'Eppestein, casat amb Jutta, filla de Godofreu VII. La casa d'Eppestein va vendre la meitat de la seva part el 1453 als comtes de Katzenelnbogen. El quart de Katzenelnbogener va passar, quan es va extingir la dinastia el 1479, al landgravi de Hessen que per l'acord de Frankfurt del 30 de juny de 1557 ho va transferir a Nassau-Dillenburg. El quart d'Eppestein va passar a l'arquebisbat de Trèveris. Amb el contracte de 1564 Nassau-Dillenburg i Trèveris es van dividir el comtat.
Des de 1606 apareixia una línia Nassau-Dietz de la casa Nassau.

## Llista de comtes
- Embricó vers 1048-1073
- Godebold vers 1053- ?
- Enric I abans de 1101 - després de 1107
- Gerard I abans de 1101 - després de 1007
- Emeric o Embricó II vers 1133 (vers 1120-1145)
- Enric II 1145-1189
- Gerard II 1189-1223
- Enric III 1189-1234 (funda la línia Birstein dividida el 1234 en Birstein i Weilnau)
- Gerard III 1234-1276
- Gerard IV ?-1306
- Gerard V 1301-1308
- Godofreu 1303- 1348
- Gerard VI 1332-1343 (per incapacitat del pare, mort abans que aquest)
- Gerard VII 1343-1388 (per incapacitat de Godofreu 1343-1348)
- Jutta 1388-1397
- Adolf de Nassau-Dillenburg 1388-1420

Dividit en dues parts: 
- 1) Als comtes de Nassau
- 2) Gerard VIII (Gerard d'Eppstein) + 1437, Gerard IX 1437- ? i Gerhard X ? -1522 i a Trèveris
- El 1453 una quarta part (la meitat de la meitat d'Eppstein) al comtat de Katzenelbogen El quart de Katzenelbogen va passar, quan es va extingir la dinastia (1479), al landgravi de Hessen que per l'acord de Frankfurt del 30 de juny de 1557 ho va transferir a Nassau-Dillenburg.
- 1564 Nassau-Dillenburg i Trèveris es van dividir el comtat.

### Branca de Dietz-Birstein
- Enric III 1189-1234 (fundació efectiva amb repartiment de terres el 1208)
- Enric IV 1234-1275
- Enric V 1275-1307
- Albert 1275-1322

### Branca de Dietz-Weilnau
- Gerard I 1234-1282
- Enric I 1282-1344
- Reinard I (germà) 1282-1333
- Gerard II 1344-1389 (fill o net de Reinard)
- Enric II 1389-1420
- Adolf 1420-1451
- Enric III 1426-1438
- Reinard II 1424-1472
- El Vogelsberg (Birstein) venut a Isenburg i la resta a Nassau-Dillenburg

## Comtes de Diez (de la casa de Hessen)
Els fills del segon matrimoni del landgravi Felip I d'Hesen el 4 de març de 1540 a Rotenburg an der Fulda morganàtic amb Margarida von der Saale (1522, † 6 de juliol de 1566) reberen el títol de comtes de Diez (Nascuts de la casa Hessen, comtes de Diez i senyors a Lißberg i Bickenbach"):
- Felip (1541–1569)
- Herman (1542–1568)
- Cristòfol Ernest (1543–1603)
- Margarida (1544–1608)
- Albert (1546–1569)
- Felip Conrads (1547–1569)
- Moritz (1553–1575)
- Ernest (1554–1570)

Els set fills morien tots solters i sense descendents legítims entre 1568 i 1608